# Max von Bock und Polach
Max Friedrich Ernst von Bock und Polach (Treviri, 5 settembre 1842 – Hannover, 4 marzo 1915) è stato un generale prussiano.

## Biografia
Max von Bock und Polach era membro di una nobile famiglia tedesca ed era il figlio secondogenito del conte Ernst von Bock and Polach (1799-1849). Suo fratello maggiore fu il maggiore Karl von Bock and Polach (1840-1902) e fu proprio con quest'ultimo che egli, nel 1859, entrò nell'esercito prussiano come secondo luogotenente di fanteria nel 55º reggimento "graf Bülow von Dennewitz" (6° Westfalia).
Egli partecipò alla guerra contro la Danimarca nel 1864 e nel 1866 prese parte alla guerra austro-prussiana. Durante la guerra franco-prussiana del 1870-1871, egli ottenne la nomina ad aiutante di campo del generale Adolf von Glümer. Col grado di luogotenente colonnello venne trasferito come capo dello staff del XV corpo d'armata nel 1884. Nel 1893 divenne comandante generale della 20ª divisione e nel 1897 venne posto a capo della guardia, ove rimase sino al 1902 quando venne destinato al XIV corpo d'armata. Il 18 settembre 1908 venne nominato Colonnello Generale ed assieme ad Alfred von Schlieffen ed a Colmar von der Goltz, venne nominato dall'Imperatore Guglielmo II, il 1º gennaio 1911 al grado di Feldmaresciallo. Dall'11 settembre 1907 al 13 settembre 1912 divenne ispettore generale del 3º corpo d'armata e ad Hannover.
Il 19 aprile 1873 a Mehrum sposò la baronessa Mathilde von Plettenberg (1850-1924), dalla quale ebbe tre figlie femmine.